# Grikor Arzumanian
Grikor Arzumanian (ur. 22 kwietnia 1919 we wsi Kawart w rejonie Kapanu, zm. 28 listopada 1976 w Erywaniu) – radziecki i armeński inżynier i polityk, przewodniczący Rady Ministrów Armeńskiej SRR w latach 1972–1976.
W 1941 ukończył Erywański Instytut Politechniczny ze specjalnością budowy mostów i dróg, wkrótce wcielony do Armii Czerwonej, słuchacz Leningradzkiej Akademii Wojskowo-Transportowej, przedstawiciel Ludowego Komisariatu Obrony ZSRR na moskiewsko-donieckim odcinku ewakuacji kolejowo-drogowej. Od 1944 w WKP(b), 1946 kierownik grupy Głównego Zarządu Dróg przy Radzie Ministrów Armeńskiej SRR, od 1948 instruktor Wydziału Transportu KC Komunistycznej Partii (bolszewików) Armenii, 1952–1953 kierownik Wydziału Przemysłowo-Transportowego Erywańskiego Komitetu KP(b)A, 1953–1954 szef Głównego Zarządu Dróg Armeńskiej SRR, 1954 zastępca ministra transportu samochodowego i szos Armeńskiej SRR, 1954–1955 I sekretarz Lenińskiego Komitetu Rejonowego Komunistycznej Partii Armenii, 1955–1959 II sekretarz Komitetu Miejskiego KPA w Erywaniu, 1959–1965 instruktor Wydziału Pracy Organizacyjno-Partyjnej KC KPA, od 1965 sekretarz KC KPA. Od 21 listopada 1972 do śmierci przewodniczący rady Ministrów Armeńskiej SRR. Deputowany do Rady Najwyższej ZSRR IX kadencji. Od marca 1976 członek Centralnej Komisji Rewizyjnej KPZR. Odznaczony Orderem Rewolucji Październikowej i Orderem Czerwonego Sztandaru Pracy.